# Andrew Young (längdskidåkare)
Andrew Young, född 12 februari 1992, är en brittisk längdskidåkare. Vid världscupssprinten i fri stil i Toblach den 19 december 2015 slutade han på tredje plats i finalen, och blev därmed första britt någonsin att bestiga prispallen vid en världscupdeltävling i längdskidåkning.

## Karriär
Andrew Young har haft sina största framgångar i sprint, men under säsongen 2019/2020 gjorde han stora framsteg i distansåkning, där den främsta placeringen blev en åttonde plats i 15 km fristil i Davos. Under säsongen 2020/2021 nådde han en tredjeplats i sprinten i Davos och en andraplats i sprinten i Dresden. Under masstarten i Falun kraschade han illa och bröt vadbenet. Trots detta kom han till start några veckor senare i VM.
Han har representerat Storbritannien i olympiska vinterspelen 2010 i Vancouver, 2014 i Sotji och 2018 i Pyeongchang.

## Pallplatser
| Säsong    | Datum            | Plats               | Disciplin                 | Placering |
| --------- | ---------------- | ------------------- | ------------------------- | --------- |
| 2015/2016 | 19 december 2015 | Toblach, Italien    | Sprint (fristil)          | 3:a       |
| 2018/2019 | 24 mars 2019     | Quebec City, Kanada | 15 km jaktstart (fristil) | 3:a       |
| 2020/2021 | 12 december 2020 | Davos, Schweiz      | Sprint (fristil)          | 3:a       |
| 2020/2021 | 19 december 2020 | Dresden, Tyskland   | Sprint (fristil)          | 2:a       |

### Fotnoter
1. ↑  ”Andrew Young wins Britain's first cross-country sprint medal”. BBC. 19 december 2015. http://www.bbc.com/sport/winter-sports/35141959. Läst 20 december 2015.
2. ↑  ”Davos (SUI) Men 15.0 km Interval Start Free - Results” (pdf). Internationella skidförbundet. 15 december 2019. http://medias1.fis-ski.com/pdf/2020/CC/2362/2020CC2362RL.pdf. Läst 21 juli 2020.
3. ↑  ”Andrew Young bröt vadbenet när han kraschade i Falun”. Sveriges Television. 6 februari 2021. https://www.svt.se/sport/langdskidor/andrew-young-brot-vadbenet-nar-han-kraschade-i-falun. Läst 16 mars 2021.
4. ↑  ””Gorillor läker inte som människor””. Expressen. 28 februari 2021. https://www.expressen.se/sport/langdskidor/gorillor-laker-inte-som-manniskor/. Läst 16 mars 2021.